# Tadeusz Czaplak
Tadeusz Czaplak ps. „Tadeusz Wyganowicz” (ur. 1921, zm. 1995) – wykładowca SGGW, harcerz, członek Grup Szkolnych ONR, żołnierz NSZ.

## Życiorys
Uczęszczał do gimnazjum w Pruszkowie. W tym czasie zaangażował się w harcerstwo oraz został członkiem Grup Szkolnych ONR.
W czasie wojny był współtwórcą Związku Jaszczurczego w powiecie grodziskim i błońskim. Był członkiem Organizacji Polskiej (na poziomie „C”). Od 1941 do 1942 brał udział w III kursie w Szkole Podchorążych Piechoty NSZ (ukończył ją jako kapral podchorąży). W 1944 awansowano go do stopnia podporucznika NSZ. Był wydawcą i redaktorem pisma „W Marszu Naprzód”. W grudniu 1944 otrzymał Brązowy Krzyż Narodowego Czynu Zbrojnego.
Po wojnie ukończył studia w Poznaniu. Doktorat obronił na Uniwersytecie Wrocławskim w 1951. Za działalność konspiracyjną w czasie II wojny światowej został aresztowany w 1954 przez UB. Skazano go na 12 lat więzienia. Opuścił je w 1957. W 1961 został doktorem habilitowanym.